# Pierre-Victorien Lottin
Pierre-Victorien Lottin, conocido como Victor Lottin de Laval (19 de septiembre de 1810-23 de febrero de 1903), fue un arqueólogo francés y pintor orientalista.

## Biografía

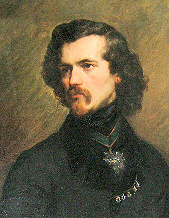
Retrato de Lottin por Auguste Charpentier (1840).

Nacido en el seno de una familia modesta, su madre murió cuando él contaba con sólo siete años, por lo que se vio obligado a viajar a París, hacia 1820, a vivir con su tío, aliviando así la carga financiera de su padre. Allí desarrolla una gran pasión por la lectura. Fue un gran autodidacta.
Más tarde, gracias a una recomendación de entonces Ministro de Educación François Guizot, obtuvo un puesto como secretario del Conde d'Avesnes. Durante su estancia allí comienza a escribir poesía y otras obras, y entra en contacto con muchas de las personalidades artísticas contemporáneas, incluidos Victor Hugo, Eugène Delacroix, Alejandro Dumas, Hector Berlioz y George Sand.
Desde 1833 empieza a utilizar el seudónimo «Lottin de Laval», por el apellido de soltera de su madre (Delaval). En 1834 viaja a Italia, Sicilia, Dalmacia e Iliria, desarrollando su interés por la arqueología. Sus experiencias allí lo inspiraron para la creación de un nuevo método de moldeado, que más tarde vino a llamarse lottinoplastia. La patente de este método fue adquirida por el gobierno.
Se sintió atraído por las civilizaciones del Oriente Medio. De 1843 a 1846 participó en una misión científica, dirigida por el Cónsul francés, Paul-Émile Botta, quien intervino en algunas de las primeras excavaciones en Nineveh. 
De 1850 a 1851 se enrola en otra misión a la Península arábiga. Utilizando sus métodos de moldura, regresó con 200 kilos de piezas que fueron adquiridas por el gobierno y almacenadas en el Louvre. Debido a lo que consideró una infravaloración de estas piezas, tanto científica- como monetariamente, se inició un conflicto con las autoridades que le impidió ir a otras misiones posteriores.
En 1852 se retira de París a Menneval, en Eure, donde se dedica a la pintura, basada en croquis que había elaborado durante sus estancias en el extranjero y estudiando historia normanda. Se implicó también en la creación del Museo de Bellas Artes de Bernay.

## Obras selectas

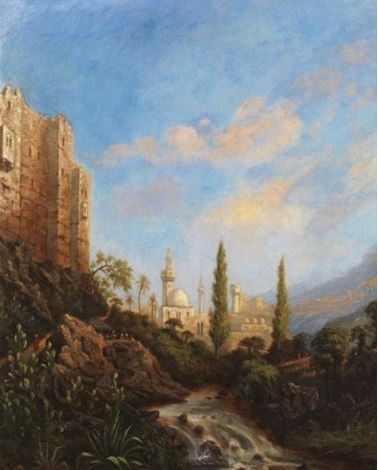
Vista de Trípoli, Líbano
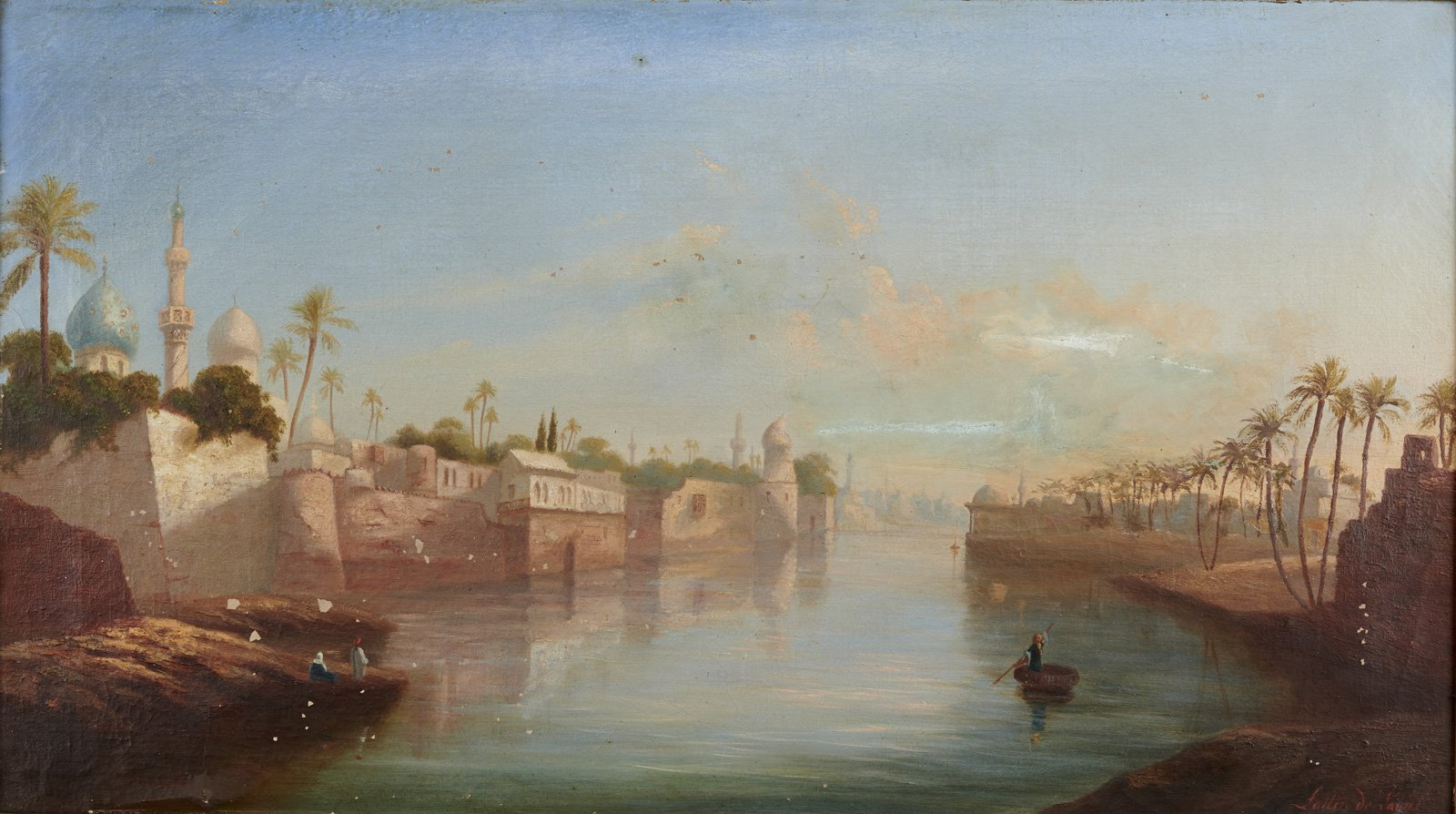
Bagdad
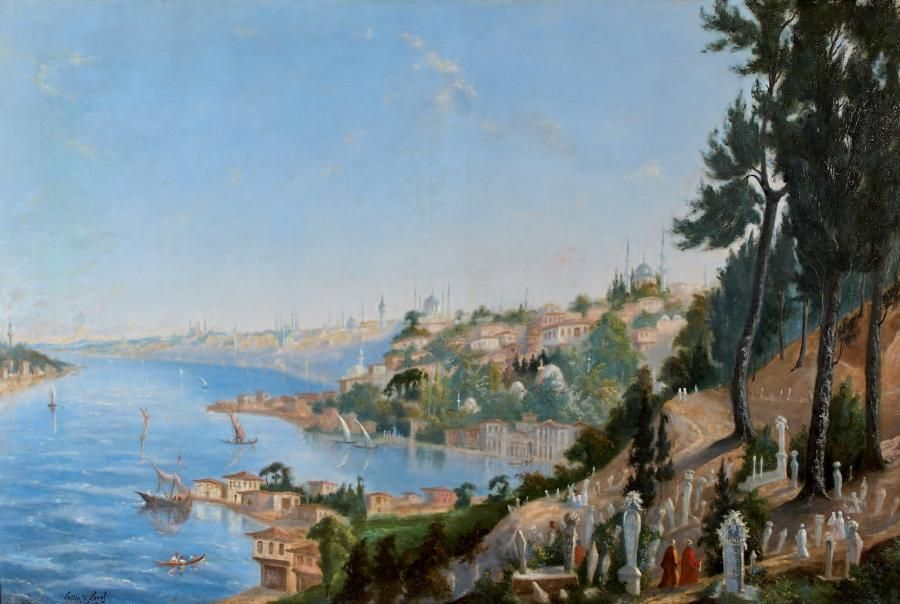
Vista del Bósforo
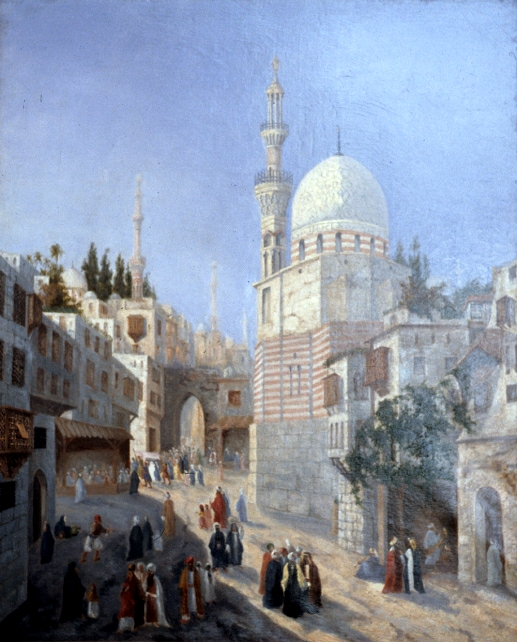
Calle de El Cairo